# 齊馬南佩楚察湖
齊馬南佩楚察湖是馬達加斯加的鹹水湖，位於該國西南部圖利亞拉省，屬於齊馬南佩楚察國家公園的一部分，面積456平方公里，受濕地公約保護。

## 外部連結
- Lake Tsimanampetsotsa, a Modern Alkaline Playa Lake in Madagascar